# Анджеюв (Верушовський повіт)
Анджеюв (пол. Andrzejów) — село в Польщі, у гміні Лубніце Верушовського повіту Лодзинського воєводства.
Населення — 143 особи (2011).
У 1975-1998 роках село належало до Каліського воєводства.

## Демографія
Демографічна структура станом на 31 березня 2011 року:
|          | Загалом | Допрацездатний вік | Працездатний вік | Постпрацездатний вік |
| -------- | ------- | ------------------ | ---------------- | -------------------- |
| Чоловіки | 69      | 13                 | 47               | 9                    |
| Жінки    | 74      | 14                 | 40               | 20                   |
| Разом    | 143     | 27                 | 87               | 29                   |